# Those Who Wish Me Dead
Those Who Wish Me Dead är en amerikansk actionthrillerfilm, som hade biopremiär i USA den 14 maj 2021. Filmen är regisserad av Taylor Sheridan, från ett manus skrivet av honom, Michael Koryta och Charles Leavitt, som bygger på Korytas roman med samma namn. En av filmens huvudroller spelas av Angelina Jolie.

## Handling
Filmens handling kretsar mestadels kring brandmannen Hannah Faber, som efter att ha misslyckats med att rädda tre kollegor under en allvarlig skogsbrand, blir utplacerad i ett brandtorn i Park County, beläget i den amerikanska delstaten Montana. På ett arbetspass stöter hon på den tolvårige Connor, som är på flykt från lönnmördare som har anlitats för att döda honom. Hannah och Connor bestämmer sig för att fly från lönnmördarna.

## Rollista (i urval)
| Angelina Jolie  | – Hannah Faber |
| Finn Little     | – Connor       |
| Jon Bernthal    | – Ethan        |
| Aidan Gillen    | – Jack         |
| Nicholas Hoult  | – Patrick      |
| Jake Weber      | – Owen         |
| Medina Senghore | – Allison      |
| Tyler Perry     | – Arthur       |
| Tory Kittles    | – Ryan         |
| James Jordan    | – Ben          |